# クマントーン・ポープルムカモン
クマントーン・ポープルムカモン（泰: กุมารทอง ป.ปลื้มกมล、英: Kumarnthong Por Pluemkamol、1973年12月16日 - ）は、タイのプロボクサー。ブリーラム県出身。クマントーン・チュワタナ (กุมารทอง ชูวัฒนะ, Kumarnthong Chuwatana) とも。
第37代OPBF東洋太平洋バンタム級王者で、2008年9月まで全34試合のうち19試合をタイで、他の15試合を日本で戦った。
元OPBF東洋太平洋スーパーバンタム級王者で元ABCOスーパーバンタム級王者のウェタヤ・サクムアンクランは兄。

## 来歴
2001年4月19日、対戦相手のホームタウンであるインドネシアのジャカルタでプロデビュー戦を行い、10R判定負けを喫した。2003年3月3日、大阪府立体育会館第2競技場で池原信遂（大阪帝拳）との10回戦に4RKO負けとなった。同年6月22日、名古屋国際会議場で後にOPBF東洋太平洋スーパーバンタム級王者となる菅原雅兼（松田）との10回戦に6RKO負けを喫した。2004年10月3日、愛知県武道館で元OPBF東洋太平洋同級王者石原英康（松田）との10回戦に0-3の判定負けを喫し、この試合まで日本人選手との6連戦に6連敗（うち5KO）となったが、約4週間後の10月30日、名古屋国際会議場で岡橋龍一（畑中）との8回戦に6RKO勝利を収め、同年12月13日にはラジャダムナン・スタジアムで8RKO勝利により空位のタイバンタム級王座を獲得した。
2005年7月16日、後楽園ホールで鳥海純（ワタナベ）の持つOPBF東洋太平洋バンタム級王座に挑戦し、2-0（115-114、115-112、114-114）の判定勝利を収めて同王座を獲得したが、同年11月19日、同会場でマルコム・ツニャカオ（フィリピン）を迎えて初防衛戦を行い、0-3（111-118、109-119、109-120）の判定負けで王座を失った。
2006年12月30日、松下IMPホールでOPBFスーパーバンタム級3位として日本スーパーフライ級5位の本田秀伸（グリーンツダ）とバンタム級10回戦を行い、0-3の判定負けを喫した。翌2007年4月1日、名古屋国際会議場でOPBF3位として大橋弘政（HEIWA）との55.7kg契約10回戦に2-0の判定勝利を収め、同年8月9日にはラジャダムナン・スタジアムで5RKO勝利により空位のタイスーパーバンタム級王座を獲得した。2007年11月3日、富山市・グランドプラザでOPBF2位として同10位の中岸風太（カシミ）と124ポンド契約10回戦を行い、0-3の判定負けを喫した。2008年1月24日、ラジャダムナン・スタジアムでの再起戦に6R判定勝利を収めた。同年3月23日、石川多目的ドームでOPBF5位として前堂真人（琉球）と58.5kg契約10回戦を行い、0-3の判定負けを喫した。同年7月22日、後楽園ホールでOPBFスーパーバンタム級12位として宮将来（ヨネクラ）とフェザー級10回戦を行い、0-3の判定負けを喫した。さらに同年9月21日、名古屋国際会議場でOPBF13位として日本同級10位の大橋弘政と55.7kg契約10回戦で再戦し、4RKO負けを喫して3連敗となった。

## 獲得タイトル
- タイバンタム級王座（防衛0）
- 第37代OPBF東洋太平洋バンタム級王座（防衛0）
- タイスーパーバンタム級王座（防衛0）